# Silvia Collas

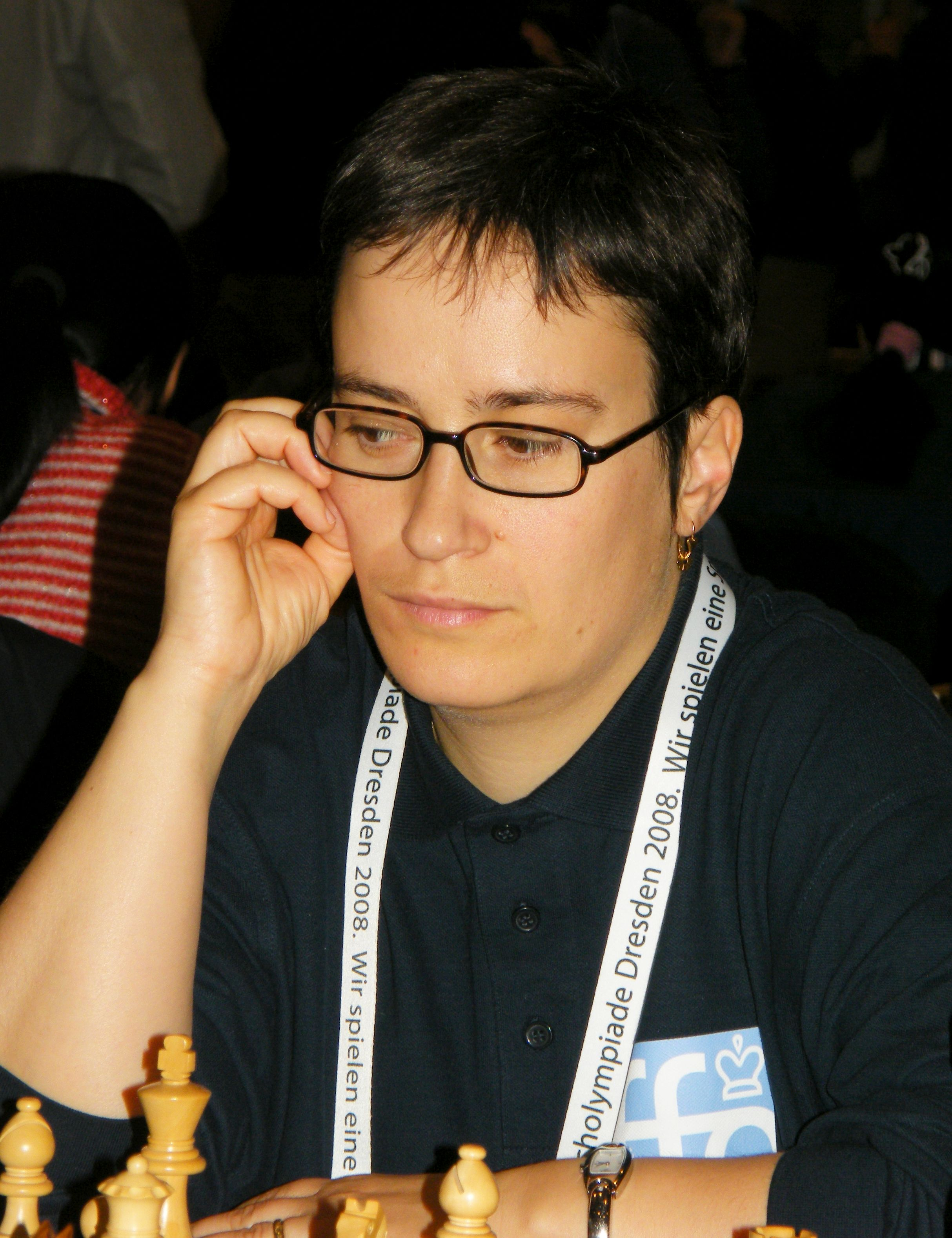
Silvia Collas in 2008

Silvia Aleksieva-Collas (Bulgaars: Силвия Алексиева-Кола) (Sofia, 4 mei 1974) is een Franse schaakster. In 2005 was haar FIDE-rating 2369, in 2015 was dit 2325. Zij is sinds 1998 een damesgrootmeester (WGM). Sinds 2005 is ze internationaal meester (IM).
In 1994 won ze het meisjestoernooi van het Europees kampioenschap voor junioren. Bij vijf Schaakolympiades (tussen 1994 en 2002) kwam ze uit voor Bulgarije en eveneens bij vijf Schaakolympiades (tussen 2004 en 2014) voor Frankrijk. Spelend aan het vierde bord voor Frankrijk ontving ze in 2012 een bronzen medaille voor haar individuele resultaten.
In augustus 2005 speelde zij mee in het toernooi om het kampioenschap van Frankrijk en eindigde ze met 6.5 punt op de vierde plaats.
In 2007 won ze de nationale Franse kampioenschappen bij de vrouwen.
Tussen 2007 en 2013 speelde Collas in het Franse team in het wereldkampioenschap schaken voor landenteams bij de vrouwen.

## Persoonlijk leven
Ze is getrouwd met de internationaal meester Didier Collas.